# رامون اسلایتر
 رامون اسلایتر (انگلیسی: Raemon Sluiter؛ زاده ۱۳ آوریل ۱۹۷۸) یک تنیس‌باز اهل هلند است.